# Visual Memory

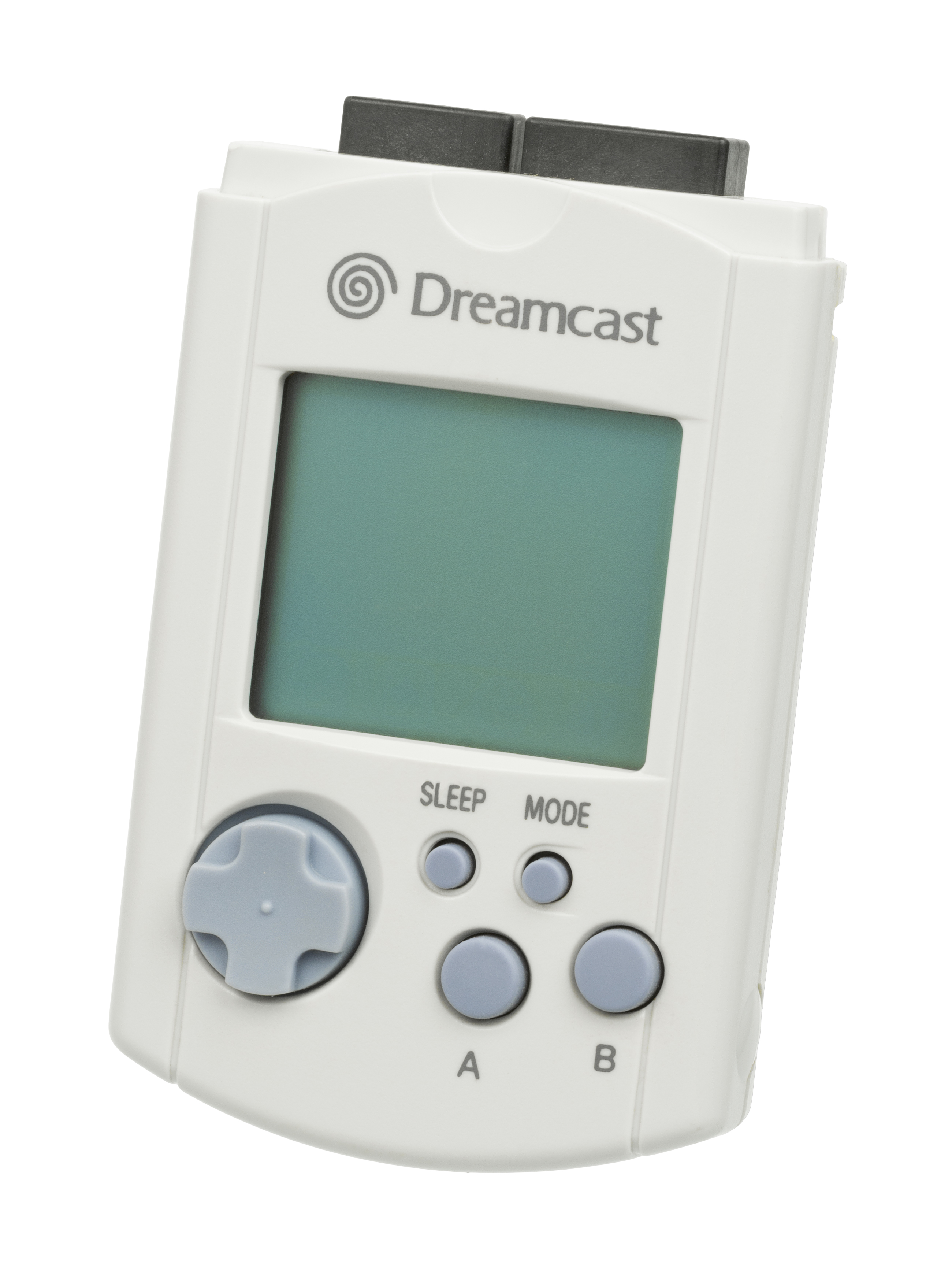
Sega Dreamcast VM

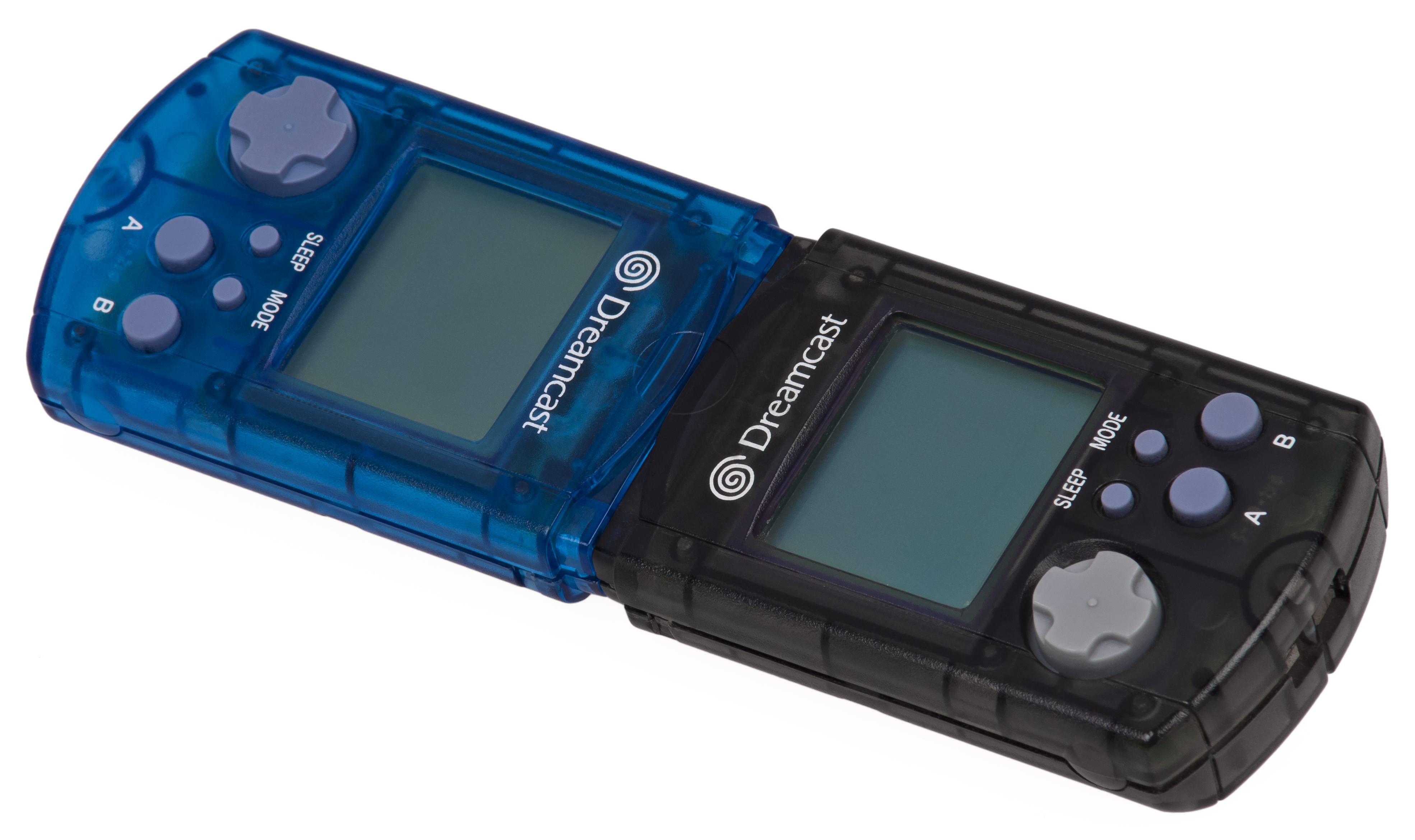
Zwei miteinander verbundene VMs

Das VM (Visual Memory) ist eigentlich eine Speicherkarte für die Spielkonsole Dreamcast von Sega. Im Gegensatz zu anderen Speicherkarten dient es nicht nur als Speicherkarte, sondern kann auch als zusätzliches Display im Gamepad oder sogar als eigenständiger Handheld verwendet werden.

## Technik
- Anschlüsse: 2×7 Kontaktstifte an der Oberseite mit einer seriellen Schnittstelle
- Hauptprozessor: 8-Bit Sub-Clock: 32 kHz, RC-Clock: 600 kHz Main-Clock: 6 MHz (Sanyo LC8670 „Potato“), ein speziell für Sega hergestellter Prozessor, der jedoch weitestgehend mit dem Sanyo LC86104C kompatibel ist
- Speicher: 128 KB Flashspeicher, davon 24 KB als Festwertspeicher (ROM) und 1 KB als Arbeitsspeicher (RAM); zur Datenspeicherung, zum Beispiel für Savegames, stehen dem Benutzer 100 KB, aufgeteilt in 200 Blöcke, zur Verfügung bzw. 64 KB/128 Blöcke davon zur Ausführung von eigenständigen VM-Anwendungsprogrammen. Das sind meistens kleine Mini-Spiele. Es befinden sich weitere 41 Blöcke auf jeder VM, die man jedoch manuell freischalten muss.
- Bildschirm: 48×32 Pixel und vier Symbole am unteren Bildschirmrand, monochrom 1 Bit
- Bildschirmgröße: 37 mm breit × 26 mm hoch
- Sound: 1-Kanal-Pulsweitenmodulation (PWM)
- Gehäusegröße: 47 mm breit × 80 mm hoch × 16 mm dick (1,85 in × 3,15 in × 0,63 in)
- Stromversorgung: 2 × CR2032-Knopfzelle, schaltet sich automatisch selbst ab
- Gewicht: 45 g

## Funktionalität
Das Interface der VM kann in den Controller der Dreamcast gesteckt werden, es können aber auch zwei VMs direkt miteinander verbunden werden, um Spiele (z. B. Chao Battle aus Sonic Adventure) gegeneinander zu spielen oder um Speicherstände von einer Karte zur anderen zu kopieren. Die VM kann immer nur ein spielbares Spiel speichern.
Meist wurde das Display nur für das Spielelogo oder für kurze Animationen (zum Beispiel Virtua Tennis 2) verwendet. In einigen Spielen wie zum Beispiel Sonic Shuffle hatte jeder Spieler jedoch einen eigenen Bildschirm, damit nur er seine Karten einsehen kann. Resident Evil nutzte das Display für Statusanzeigen.

## Werdegang
Nach dem (kommerziellen) Ende der Dreamcast gab es auch keine weiteren offiziellen Entwicklungen mehr für das VM. Genau wie für die Dreamcast selbst gibt es für das VM jedoch immer noch eine kleine, aktive Entwicklerszene.